# 吉江喬松
吉江 喬松（よしえ たかまつ、1880年9月5日 - 1940年3月26日）は、フランス文学者、詩人、作家、評論家。早稲田大学教授を歴任。
号は孤雁｡
ジャン・ラシーヌなど古典悲劇を専門とした。農民文芸運動の提唱者のひとり。

## 経歴

### 生い立ち
長野県東筑摩郡長畝村（現・塩尻市）で代々庄屋を務めた吉江家の長男として生まれた。父久一郎は東京高等師範学校卒業で槻堂と号した漢詩人で、中村太八郎、木下尚江らと全国に先がけて普選運動に取り組んだひとりだった。木下の『良人の自白』の主人公「白井俊三」のモデルとされる。
1893年に松本中学校（長野県松本深志高等学校の前身）に入学し、先輩であった塩沢重雄（中沢臨川）の影響を受け、この頃から孤雁の号を用い始める。1898年に松本中学校を卒業し、上京・進学を志すが、家業が傾き、3年にわたって家業の手伝いとして山林の伐採、養蚕など、おもに農業に従事した。

### 早稲田大学
1901年に上京して東京専門学校高等予科（早稲田大学高等学院の前身）に入学し、中学校の3年先輩にあたる窪田空穂と同じ下宿となる。1905年、早稲田大学英文科を卒業し、研究科に残って島村抱月の指導を受けるとともに、近代画報社に入り、国木田独歩の『新古文林』の編纂にあたる。1906年に早稲田中学校（早稲田高等学校の前身）英語教師となった後、1908年に早稲田大学高等予科講師となり、散文集の出版を始める。1910年、早稲大学英文科講師となり、1915年には教授となった。
1916年から1920年まで吉江はフランスに留学した。11月にパリに到着し、ソルボンヌ大学（パリ第4大学）に籍を置いて文学を学ぶが、第一次世界大戦の影響もあって1918年春には小牧近江とともに南仏プロヴァンス地方に滞在し、フレデリック・ミストラルゆかりの場所などを訪れた。
留学から帰国後、吉江は私立大学としては最初の例となる仏文科を早稲田大学に創設した。フランス文学、文化の日本への紹介が認められ、1922年にレジオンドヌール勲章を贈られた。1931年、『仏蘭西古典劇研究：ラスィヌの悲劇』で早稲田大学より文学博士を取得。西条八十を早稲田大学に迎えるなどして、1930年に文学部長となるが、片上天絃派との対立が生じて胃病（神経性幽門狭窄症）などを患い、英文科の谷崎精二に迫られて学部長を辞職した（筒井清忠『西条八十』）。

## 著書
- 緑雲 / 吉江狐雁 如山堂 1909
- 高原 / 吉江孤雁 如山堂 1909
- 旅より旅へ 1910
- 仏蘭西文芸印象記 新潮社 1923
- 自然美論 春秋社 1923（早稲田文学パンフレツト）
- 輝く海 春秋社 1924
- 若き自然 自然美表現第一巻 春秋社 1924
- 近代文明と芸術 改造社 1924
- 角笛のひゞき 実業之日本社 1925
- 新自然美論 春秋社 1926
- 自然美表現の四部作 第2-4巻 春秋社 1926-1927
- 自然読本 1至3 春秋社 1929
- 南欧の空 早稲田大学出版部 1929
- 吉江喬松詩集 梓書房 1930
- 仏蘭西古典劇研究 ラスィヌの悲劇 新潮社 1931
- 仏蘭西文学概観 新潮社（新潮文庫） 1933
- 山岳美観 協和書院 1935（武井真澂との共著）
- 自然の煉獄 学芸随筆 第1巻 東宛書房 1936
- 旅窓読本 学芸社 1936
- 朱線 文芸随筆 人文書院 1937
- 世界文芸大辞典 第7巻　文学史 中央公論社 1937
- 心を清くする話 新潮社（新日本少年少女文庫） 1939
- 仏蘭西文学談叢 白水社 1940
- 孤雁先生寂光集 桃蹊書房 1941
- 吉江喬松全集 全8巻 西条八十ほか編 白水社 1941-1943
- 仏蘭西印象記 白水社 1947
- ふらんす文学評論 改造社 1948
- アルプの麓 朋文堂 1959

## 翻訳
- ツルゲーネフ短篇集 吉江孤雁 内外出版協会 1908
- ツルゲーネフ集 吉江孤雁 博文館 1910
- 新しき偶像 キュレル 近代劇全集 第14巻 第一書房 1927
- フェードル、ミトリダァト、アンドロマク ラスィーヌ 世界文学全集 第6巻 新潮社 1928
- 水の上 モウパツサン 岩波文庫 1928
- 氷島の漁夫 ピエル・ロチ 岩波文庫 1928
- フィリップ全集 第2巻 シャルル・ブランシャアル マリ・ドナディユ 母への手紙 野鴨雑記 新潮社 1929
- ゾラ全集 第1 ルゴン家の人々 春秋社 1930
- 根こぎにされた人々・ベレニスの園 モーリス・バレス 世界文学全集 新潮社 1932
- モリエール全集 第1巻 タルテュフ、スガナレル 中央公論社 1934
- モリエール全集 第2巻 人間嫌ひ、プスィシェ 中央公論社 1934
- モリエール全集 第3巻 女房學校 中央公論社 1934
- フロオベエル全集 第2巻 純な心 改造社 1935
- バルザツク全集 第11巻 村の司祭 田園生活場景 恒川義夫共訳 河出書房 1935
- 貧者の宝 メエテルリンク 新潮社（新潮文庫） 1935
- 人間嫌ひ.プスィシェ モリエール 改造社（改造文庫） 1939

## 顕彰
吉江の郷里の塩尻市立塩尻中学校には1972年建立の歌碑、塩尻市立塩尻東小学校には1979年建立の詩碑がある。